# (2412) Wil
(2412) Wil ist ein Asteroid des Hauptgürtels, der am 17. Oktober 1960 vom niederländischen Forscherteam Cornelis Johannes van Houten, Ingrid van Houten-Groeneveld und Tom Gehrels im Rahmen des Palomar-Leiden-Surveys entdeckt wurde. 
Der Asteroid ist nach der Ehefrau des niederländischen Astronomen Hendrik Christoffel van de Hulst benannt, nach dem der Asteroid (2413) van de Hulst benannt wurde.